# Koichiro kimura
木村 浩一郎（きむら こういちろう、Koichiro kimura、1963年10月12日 - ）は、日本のデザイナーであり、アーティストである。宮城県仙台市出身。 
家業の漆によるテーブルウェアはもとより、アート、プロダクト、インテリア、空間からハイテクに至るまで様々なプロジェクトを行っている。

## 概要
元々、家族や親戚の影響を受け、アート思考のファッションデザイナー志望であったが、あるデザイナーの助言により、家業の漆器業に転向し、現在ではそのエレガントでバイオレンスなアート性から現代アヴァンギャルドデザインを代表する一人と言われている。 
400年にわたる家業で培った伝統技術と様々な企業との交流で生まれた、ハイテクノロジーとの融合でおこった化学変化を貪欲なまでに新しい作品作りに昇華させており、美しいという新しい価値観を独創的に創造している。

## 経歴
1963年 宮城県仙台市生まれ
1981年 東北学院高等学校卒業
1985年 東北学院大学経済学部経済学科卒業、同年神田の漆器問屋に修行に入る
1987年 家業の遠藤久助商店に入社
1988年 ㈱アート・クラフトインターナショナル設立
2005年 仙台市に「international」開設
2009年 東京青山に「koichiro kimura aoyama」開設

## 主な作品と受賞歴
- 1995年 kawaraシリーズ　グッドデザイン賞
- 1996年 ZENシリーズ　グッドデザイン賞
- 2000年 kawaraシリーズ　FORM AWARD (ドイツ)、DESIGNPLUS AWARD (ドイツ)
- 2001年 cuberickシリーズ　FORM AWARD (ドイツ)
- 2002年 cuberickシリーズ　DESIGNPLUS AWARD (ドイツ)
- 2004年 superpinkシリーズ　DESIGNPLUS AWARD (ドイツ)
- 2008年 経済産業省選定　「元気なものづくり300社」に選定される。

他、国内外多くのデザイン賞、芸術賞を受賞。

## アート作品
- 2004年 スイス、ネスレ社より世界のVIP向けのクリスマスギフトのデザインと製作
- 2006年 国際ユースサッカー大会「Sendai cup」の優勝トロフィーをデザイン
- 2007年 仙台市総合運動場にオブジェ「Super future」を製作
- 2007年 経済産業省よりの依頼で、マグネシウム製椅子「anarchy mackintosh」を製作
- 2007年 三菱地所グループビルのエントランスホールに「Super glory」シリーズを製作
- 2008年 仙台市の依頼によりUSBメモリー「SC3」を製作
- 2009年 せんだいメディアテークのオリジナルデザイングッズのデザイン・製作
- 2009年 映像アート「super future sendai」を発表
- 2012年 ｢Love Marie-Antoinette｣ koichiro kimura x richard ginori
- 2012年 ｢Love Marie-Antoinette｣ koichiro kimura x lobmeyr
- 2013年 ｢LAILA TOKIO｣ LAILA TOKIOの依頼によりショップデザイン及びアートワークスを行う。
- 2013年 仙台市の依頼により、伝統工芸プロジェクトにてワインカップ｢Trinity｣を発表
- 2014年 GUCCIより3Dピラミッドをデザインしたウォッチが発表される。
- 2015年 VOGUE社の依頼によりCRYSTAL GOLDシリーズを発表する。
- 2016年 MEISSEN x koichiro kimura 「HANA」シリーズを発表　東京
- 2016年 MIYAVIE シリーズ発表

その他、空間、ショップ、インテリア等多数デザインを手掛ける。

## 展覧会
- 1995年 「east meets west」ロンドン リバティー　東洋の代表に選出される
- 1995年~2006年 フランクフルトメッセアンビエンテ　出展
- 1999年 「現代美術の動静」富山県立近代美術館
- 2004年 「TOKYO STYLE」ストックホルム　ヤシネスショウルーム
- 2004年~2006年 「ミラノサローネ」出展
- 2006年 「Japanese cool展」デンマークデザインセンター、トラファルト美術館
- 2007年 「KATACHI FORM」展　フランクフルト近代美術館
- 2007年 「anarchy mackintosh」展　デザインタイド2007　Tokyo Hipstars Club
- 2007年 「love&destroy」展　東京デザイナーズウィーク2007　にっぽんフォルム
- 2008年 「FOODESIGN」展　2月フランクフルトアンビエンテ、4月ミラノサローネ、6月、10月東京
- 2008年 「elegance for future」展　デザインタイド2008　リステア、リッツカールトン
- 2010年　｢new cubism koichiro kimura 2010｣ 展　ISETAN LIVING x DESIGNTIDE TOKYO 2010
- 2011年　｢new cubisum koichiro kimura」展　パリ コレット
- 2011年　koichiro kimura collection 2011「pray」展 伊勢丹本館5F ベルエクラン
- 2011年　日韓現代漆デザイン展「re discovering lacquer」駐日韓国大使館　韓国文化院 gallery MI
- 2012年　｢love Marie-Antoinette」展　MITSUKOSHI x DESIGNTIDE TOKYO 2012 日本橋三越
- 2013年　｢art expo Beijing 2013」北京 中国
- 2014年　｢Design Days Dubai 2014」展 ドバイ UAE
- 2014年　｢Re discovering lacquer」展 ポートランド USA
- 2014年　｢contemporary artと茶道による宇宙茶会」展　MITSUKOSHI DESIGN WEEK 2014 日本橋三越
- 2014年　｢MEISSEN x koichiro kimura」展  藤崎 仙台
- 2015年~2020年　｢MAISON&OBJET NOW!」展　パリ　フランス
- 2016年　MEISSEN x koichiro kimura 「HANA」展　高島屋全国基幹店
- 2017年　｢LIGHT LIFE LOVE」展　伊勢丹新宿　International Creators
- 2018年　｢The tea is the space」展　The International Exhibition of Lacquer Wear 北京 中国
- 2019年　｢国際漆展・石川コレクション作品展」　石川県立伝統産業工芸館　金沢